# اریک بیشاف
اریک بیشاف (انگلیسی: Eric Bischoff؛ زادهٔ ۲۷ مهٔ ۱۹۵۵) کارآفرین، تهیه‌کننده تلویزیونی، کشتی‌گیر کشتی حرفه‌ای، فیلم‌نامه‌نویس، و پادکست‌ساز اهل ایالات متحده آمریکا است.